# Canton de Montferrand
Pour les articles homonymes, voir Canton de Montferrand (homonymie).
Le canton de Montferrand est une ancienne division administrative française située dans le département du Puy-de-Dôme en région d'Auvergne.

## Géographie
Ce canton comprend le quartier de Montferrand dans la ville de Clermont-Ferrand.

## Histoire
Montferrand était une cité distincte de Clermont au Moyen Âge et à l'époque moderne.
Le canton a été créé en 1982 par scission du canton de Clermont-Ferrand-Est en quatre autres cantons, l'un d'eux étant celui de Montferrand, défini par « la portion de territoire de la ville de Clermont-Ferrand délimitée à l'Est par la ligne de chemin de fer Paris – Clermont-Ferrand ; au Sud, par l'axe des voies suivantes : rue des Gravanches, rue Émile-Combe, rue Saint-Robert (jusqu'à la place de la Fontaine), rue Debay-Facy, rue du Clos-Four ; à l'Est, par la rue de Chanteranne, avenue Barbée-d'Aubrée [Barbier-Daubrée], allée de la Tiretaine, allée de Chanturgue, rue Charles-Garnier, par les limites des sections cadastrales MR-MS, MV-MT, MV-MW ; au Nord, par la limite des sections cadastrales MV-MY (chemin rural), par la limite de la section cadastrale MR-MO, par le ravin de Chanturgue, par l'axe des voies suivantes : rue du Docteur-Bousquet, rue d'Apollon, rue de la Fonctimagne, rue des Planchettes, allée Cité-Grand-Saigne, boulevard Quinet, rue de la Charme, chemin départemental 210 (jusqu'à son intersection avec la voie ferrée Clermont-Ferrand – Paris) ».
Depuis les élections départementales de 2015, le nombre de cantons dans la ville de Clermont-Ferrand a été réduit de 9 à 6. Les dénominations et périmètres des cantons de la ville sont modifiés.

## Représentation

### Résultats électoraux
En 2008, la candidate sortante Nadine Déat (socialiste) a été réélue avec 71,93 % des voix ; elle bat Jean-Pierre Brun (UMP). Le taux de participation est faible puisque moins d'un électeur sur deux a pu voter (47,82 %).

### Conseillers généraux
| Période | Période | Identité      | Étiquette | Qualité |
| ------- | ------- | ------------- | --------- | --- |
| 1982    | 2001    | Odile Saugues | PS        | Dessinatrice en construction mécanique chez Michelin Députée (1997-2017) Conseillère municipale (1983-2014), adjointe au maire (1995-2012) de Clermont-Ferrand |
| 2001    | 2015    | Nadine Déat   | PS        | Attachée territoriale principale Elue en 2015 dans le Canton de Clermont-Ferrand-6                                                                             |

## Composition
| Communes         | Population (2012) | Code postal | Code Insee |
| ---------------- | ----------------- | ----------- | ---------- |
| Clermont-Ferrand | 11 217 (1)        | 63100       | 63113      |

(1) fraction de commune.

## Démographie
| 1990   | 1999   | 2006   | 2011   | 2012   |
| ------ | ------ | ------ | ------ | ------ |
| 11 659 | 11 086 | 11 234 | 11 045 | 11 217 |